# Piotrowszczyzna (Polska)

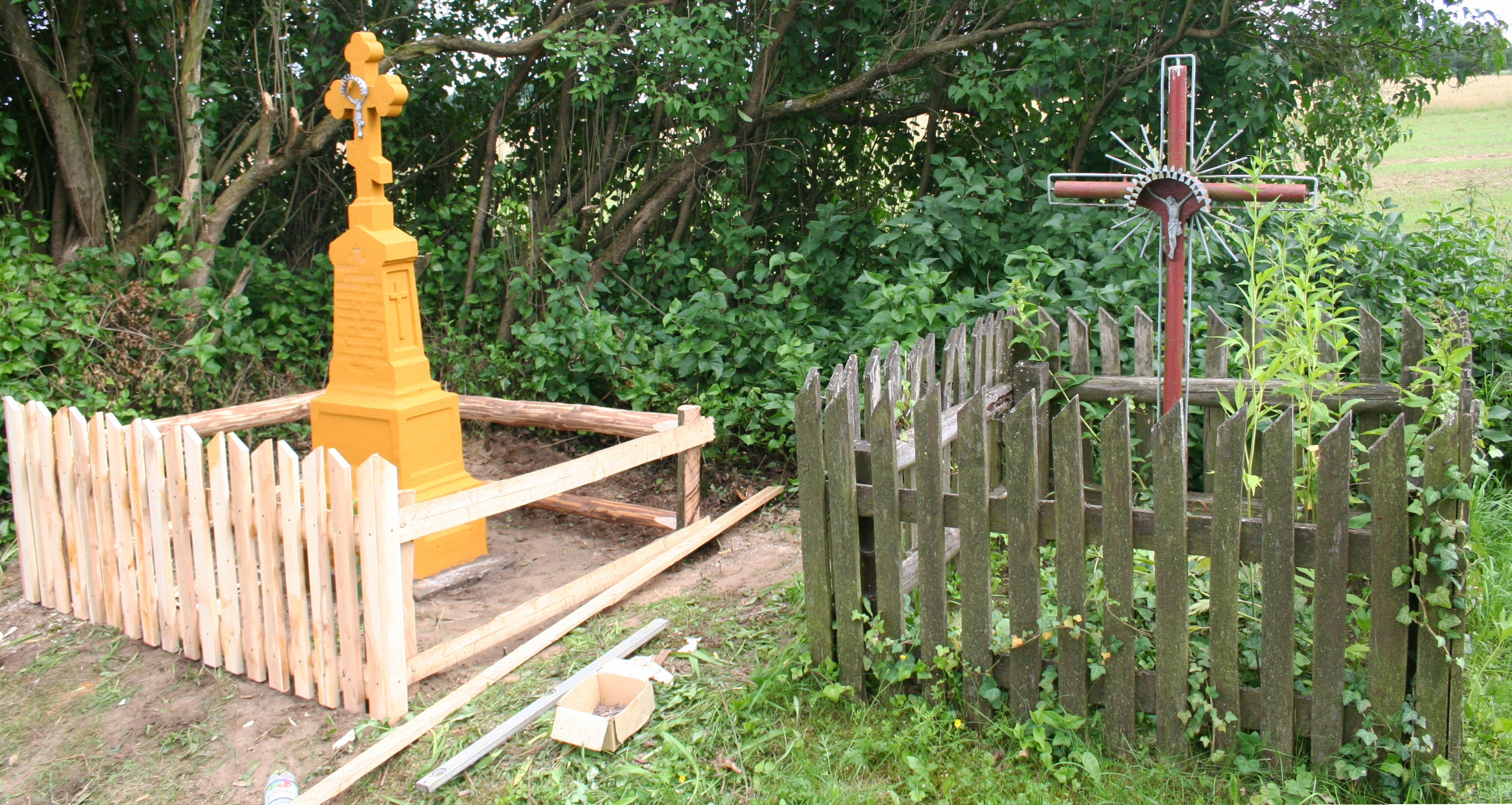
Prawosławna krzyże wotywne

Piotrowszczyzna – wieś w Polsce położona w województwie podlaskim, w powiecie hajnowskim, w gminie Kleszczele.
Wieś posiadał w 1673 roku kasztelan lubelski Feliks Zygmunt Parys. W latach 1975–1998 miejscowość administracyjnie należała do województwa białostockiego.
Wieś jest ośrodkiem rękodzieła, tworzy się w niej wyroby z brzozy. Na jej obszarze występują czarne ziemie glejowe.
Wierni kościoła rzymskokatolickiego należą do parafii św. Zygmunta w Kleszczelach.